# Col de Tanggula
Le col de Tanggula (Tanggula vient du tibétain : གདང་ལ་།, Wylie : Gdang La, chinois : 唐古拉山口 ; pinyin : Tánggǔlā Shānkǒu ; litt. « col Tanggula ») est un col des monts Tanggula, situé à la limite entre la région autonome du Tibet et la province du Qinghai. Il s'élève à 5 231 mètres d'altitude.

## Voies de communication
Il est traversé par la route nationale 109, reliant le Tibet au Qinghai.
Il est connu pour abriter, à 5 072 mètres d'altitude, à l'ouest du col, la plus haute gare du monde, la gare de Tanggula.